# Francisca Pascual
Francisca Pascual (Moncada, Valencia, 13 de octubre de 1833-Moncada, 1903) fue una monja católica.

## Biografía
Nacida en el seno de una familia humilde de labradores, cuya economía pronto tuvo que apoyar Francisca con su trabajo. Sus padres se llamaban Jaime Pascual Bó y Mariana Domenech Montagud. De joven, se empleó en una fábrica de hilado de seda en Valencia, a la que tenía que acudir diariamente, junto con otras jóvenes de Moncada; a la intensa jornada laboral se unía el doble recorrido a pie de los 7 km que separan el pueblo de la capital. Así, experimentó la dureza del trabajo y la marginación que sufría la mujer trabajadora. Esta experiencia la preparó y abrió para su proyecto de vida posterior. Luchó por mejorar sus condiciones de trabajo y las de sus compañeras, a las que ofreció la alternativa de residir en Valencia alquilando un piso para vivir de lunes a sábado.
Entre tanto, intuyó que Dios la llamaba a la vida religiosa; acudió primero a las religiosas Adoratrices y más tarde, ante la limitación que le suponía su propia situación económica, al Beaterio de Terciarias de San Francisco de Asís, que existía en la calle Renglons (hoy, Arzobispo Mayoral) de Valencia desde antes del siglo XIII, en el que ingresó. Allí se observaba la regla de los franciscanos seglares y Francisca vivió consagrada a la oración y a la caridad. Ella aportaba al grupo una personalidad sencilla, humilde y prudente, por lo que sus compañeras no tardaron en elegirla responsable de aquella fraternidad. La experiencia de la misericordia de Dios tomó en Francisca una fuerza especial. Sintió cómo el Señor se volcaba lleno de misericordia sobre ella, e intuyó que también ella debía volcarse sobre el hermano necesitado. Y la misericordia de Dios la llevó a abrir las puertas del beaterio, a hacer realidad su proyecto de vida fraterna y a tratar de remediar las necesidades más apremiantes de su época. Pronto se sintió llamada a organizar el beaterio de manera que se viviese una vida común en todos los aspectos, cosa que cuando ella ingresó no existía, ya que cada una de las terciarias organizaba su vida tanto de oración como de trabajo de forma individual. A Francisca, este estilo de vida no le parecía el más conforme al carisma franciscano, y propuso a sus compañeras fundar una congregación en la que se estableciera la vida común tal como la concibió san Francisco para sus seguidores. La mayoría de las terciarias aceptó la propuesta, el arzobispo de Valencia, Mariano Barrio, aprobó sus nuevas constituciones y el 27 de febrero de 1876 comenzaron a llevar vida en común y a dedicarse a nuevos apostolados. Empezaba así como congregación de derecho diocesano la Congregación de Religiosas Terciarias Franciscanas de San Francisco de Asís y de la Inmaculada Concepción, hoy Congregación de Hermanas Franciscanas de la Inmaculada. Más tarde, el 9 de abril de 1902, obtuvo de la Santa Sede la aprobación definitiva de las constituciones y la condición de congregación de derecho pontificio.
El sueño de Francisca se concretaba en crear una fraternidad sencilla, alegre y solidaria, inserta en medio de la vida de los hombres y mujeres de su pueblo y de su tiempo, donde se cuidara la promoción y dignidad de la mujer obrera, el cuidado de la niñez creando "guarderías" para formar a las niñeras, cocinas económicas, escuelas dominicales y nocturnas, asilos-hospitales para ancianos y enfermos necesitados; los esfuerzos de las hermanas tendrían que dirigirse de modo especial a la educación de niñas y señoritas, dando prioridad a las que no tenían recursos, y a la educación de niños y niñas sordos y de ciegos.
La madre Francisca Pascual murió el 26 de abril de 1903 en Moncada, en el noviciado que ella misma había fundado. A su muerte, la madre Francisca dejaba establecida la congregación en las provincias de Valencia, Alicante, Salamanca, Cáceres y Teruel, y, en trámite, Madrid y Barcelona, con un total de 29 casas y más de doscientas hermanas. Actualmente las hermanas están presentes en España, Portugal, Italia, Perú, Chile, Venezuela, Puerto Rico, Honduras, Colombia, India, Marruecos, Kenia y Uganda.
El proceso de canonización de la Sierva de Dios M. Francisca Pascual se encuentra en Roma.El Papa Francisco ha autorizado el 29 de septiembre de 2020 la promulgacion del Decreto sobre las virtudes  heroicas de la Fundadora Venerable Sierva de Dios Francisca Pascual Doménech.
Su fiesta esta en 26 de abril.
- Datos: Q56377686
- Multimedia: Francisca Pascual / Q56377686